# Torsten Jansen

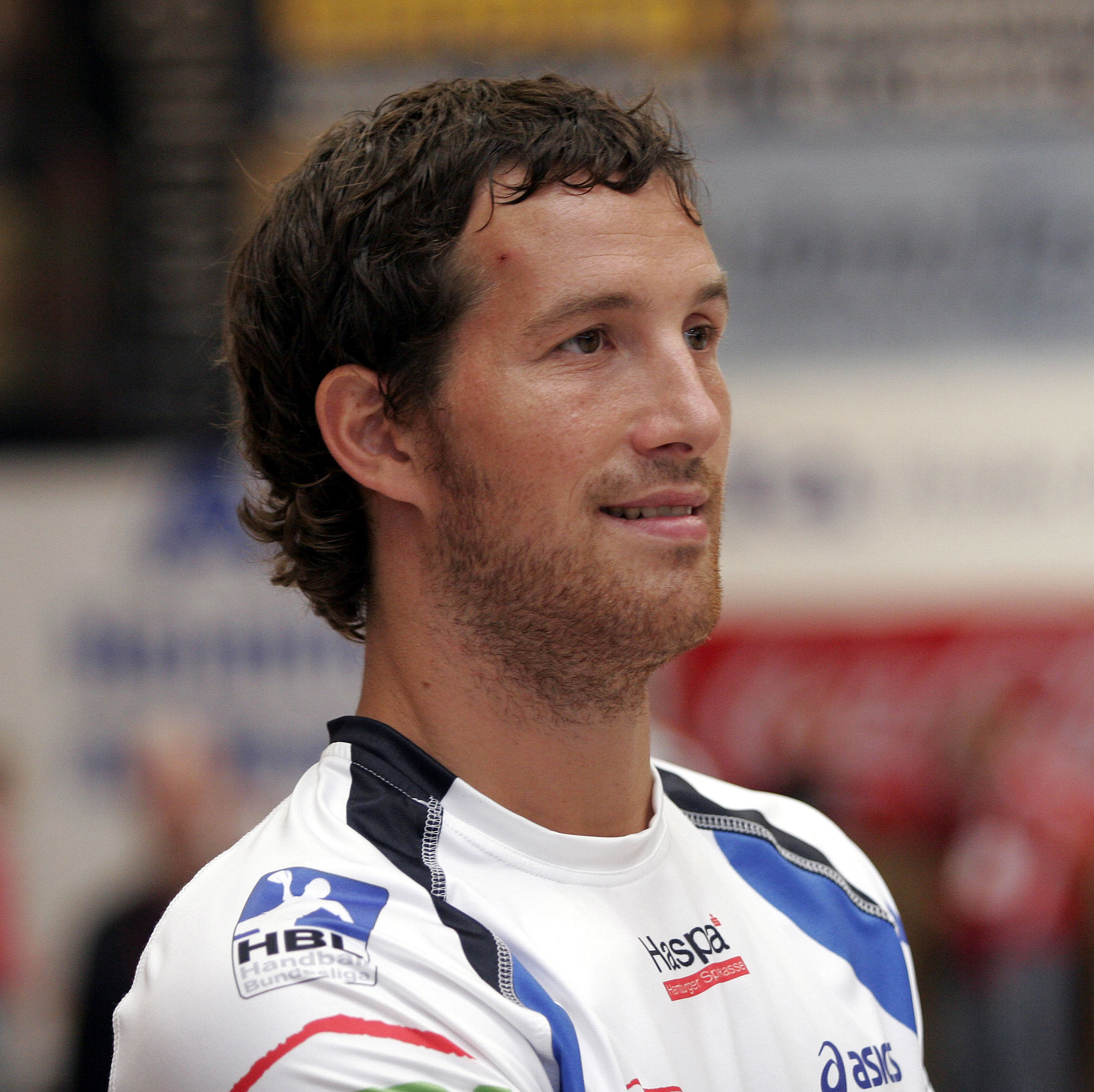
Torsten Jansen

Torsten Jansen (ur. 23 grudnia 1976 roku w Adenau) – niemiecki piłkarz ręczny, reprezentant kraju. Gra na pozycji lewoskrzydłowego. Obecnie występuje w niemieckiej Bundeslidze, w drużynie HSV Hamburg. W 2007 roku zdobył złoty medal na Mistrzostwach Świata.

## Kluby
- 1982-1992  TV Witzhelden
- 1992-1994  TV Wermelskirchen
- 1994-1995  TUSEM Essen
- 1995-2001  SG Solingen
- 2001-2003  HSG Nordhorn-Lingen
- 2003-  HSV Hamburg

## Sukcesy

### klubowe

#### Mistrzostwa Niemiec
- : (2011)
- : (2007, 2009, 2010)
- : (2008)

#### Liga Mistrzów
- : (2011)

#### Puchar EHF
- (2007)

#### Puchar Niemiec
- (2006, 2010)

#### Superpuchar Niemiec
- (2004, 2006, 2009, 2010)

### reprezentacyjne

#### Mistrzostwa Europy
- (2004)
- (2002)

#### Mistrzostwa Świata
- (2007)

#### Igrzyska Olimpijskie
- (2004)